# ニュートリライト
ニュートリライト（Nutrilite） は米国、韓国、日本、イタリア、中国、カナダ、ドイツ、ノルウェーなどを含む65ヶ国と地域で販売されているサプリメント（栄養補助食品・健康食品）を展開するブランド。現在はAmway傘下で販売されているがAmwayも元々はニュートリライトの代理店からスタートしている。

## 概要
カール・レンボルグ（Carl F. Rehnborg）によってカリフォルニア・ビタミン社として創立され、1939年にニュートリライトに社名を変更した。レンボルグ自身は中国滞在の経験で植物由来の栄養補助食品の開発を思いつき、1934年にマルチビタミン・サプリメントとして「Vita-6」を発売、その効用を実感した消費者の紹介によってニュートリライトを売り込む手法を採用し後に連鎖販売取引と称されるものの原型となった。
1947年にアメリカ食品医薬品局はニュートリライトが誇大広告や不適切な表示をしているとしてニュートリライトの出荷・販売の差し止めを提訴。1951年に誇張された宣伝を止めるようとの判決が下り、これを切っ掛けとしてニュートリライトの代理店の中から独立するものが現れた。そのうちリッチ・デヴォスとジェイ・ヴァン・アンデルはアメリカン・ウェイ・アソシエーション（American Way Association）を設立、やがてこれが発展しアムウェイとなり1972年にはニュートリライト社の経営権を掌握するまでになっている。また同じニュートリライトの代理店経営者だったフォレスト・シャクリーも独立してシャクリーを創業している。

## 歴史
- 1934年 北米初のマルチビタミン・ミネラルサプリメントの発売と言われる。[3]

- 1935年 社名をカリフォルニア・ビタミン・プロダクツ社として登録。植物抽出物から作られたサプリメントは6種類のビタミンを含むことに由来し「VITA-6」として命名。

- 1936年 さらに多くのビタミンが発見され、製品名を「VITASOL」に変更。

- 1939年 社名をカリフォルニア・ビタミン社からニュートリライト・プロダクツ社（NPI）に変更。

- 1942年 アルファルファなどの植物を化学殺虫剤や除草剤を使わずに栽培するため、カリフォルニア州サン・フェルナンドに農地を購入。

- 1945年 マイティンガー＆カッセルベリー社（M&C）がニュートリライトサプリメントの独占販売権を取得。これが訪問販売の形態をとるマルチ・レベル・マーケティングの販売手法の原点となる。

- 1948年 旗艦製品となるマルチビタミン＆ミネラルサプリメント「ダブルX」を発売。

- 1949年 アムウェイの創業者であるリッチ・デヴォス（Rich DeVos）及びジェイ・ヴァン・アンデル（Jay Van Andel）がディストリビューターとしてニュートリライト製品の販売を開始。

- 1954年 カリフォルニア州サンハシント渓谷のレイクビュー農場を取得。

- 1972年 アムウェイがニュートリライト・プロダクツ社の経営権を取得。

- 1973年 創立者カール・レンボーグ死去。

- 1983年 カール・レンボーグの息子 サム・レンボーグ博士が社長兼最高経営責任者に就任。

- 1984年 日本アムウェイでニュートリライト製品の販売開始。

- 1992年 メキシコ ハリスコ州にエルペタカル農場を開設。

- 1994年 アムウェイがニュートリライト・プロダクツ社の残りの株式を購入し、ニュートリライトブランドはアムウェイの傘下となる。

- 1995年 ダブルXを基に日本市場向けに開発されたマルチビタミン＆ミネラルサプリメント「トリプルX」が日本にて販売開始。

- 1998年 ブラジルにアセロラ農場を開設、ワシントン州トラウトレイク農場の経営権を取得。

- 2003年 すべてのニュートリライト農場が各国で設定されている基準に基づき有機認証を受ける。

- 2004年さまざまな異なる分野から科学者を集めてニュートリライトの科学諮問委員会を設立。

- 2013年 ビューティーカテゴリーに特化したサブブランドTRUVIVITY（トゥルーヴィヴィティ）by Nutriliteを販売開始。

- 2014年 ニュートリライト80周年を迎える。

- 2017年 次世代ダブルXおよびトリプルXを日本、米国を皮切りに発売開始。

## 流通及び販売
ニュートリライトの製品はディストリビューター（ABO＝アムウェイビジネスオーナー）と呼ばれるアムウェイの会員を通じて販売されている。

## 製品ラインナップ（日本）
主力製品「トリプルX」。植物由来のマルチビタミン＆ミネラルサプリメントで、人の健康に有用といわれる植物有用成分「ファイトケミカルス」が豊富に含まれる。日本アムウェイ、ニュートリライトを代表する旗艦製品。
その他ニュートリ プロテイン（オールプラント）、ニュートリ ファイバーパウダーなどの基礎栄養素の補給を目的としたサプリメントから、目的別のサプリメント（エイジングサポート、生活習慣サポート、ダイエットサポート、ビューティーサポートなど）、キッズ向けサプリメントに至るまで50アイテム以上を取り揃えている（2017年時点）。